# Eupithecia griseata
Eupithecia griseata là một loài bướm đêm trong họ Geometridae.